# Stazione di Imazu (Hyōgo)
La stazione di Imazu (今津駅?, Imazu-eki) è una stazione ferroviaria di interscambio della città di Nishinomiya nella prefettura di Hyōgo in Giappone, e di fatto è costituita da due fabbricati viaggiatori, uno per la linea principale Hanshin delle Ferrovie Hanshin, e uno per la linea Imazu inferiore, delle Ferrovie Hankyū.

## Linee
Ferrovie Hanshin
■ Linea principale Hanshin
Ferrovie Hankyū
■ Linea Hankyū Imazu inferiore
In questa pagina vengono trattate entrambe le stazioni ferroviarie.

## Stazione Hanshin

### Struttura
La linea Hanshin possiede una fermata situata su viadotto con due binari passanti e due marciapiedi laterali. Il fabbricato viaggiatori si trova sotto i binari, con l'ingresso al piano terra e un mezzanino con tornelli automatici al primo piano. Durante i lavori di sopraelevazione della stazione, i marciapiedi sono stati estesi a 160 metri di lunghezza, per poter accogliere treni fino a 8 casse e anche i treni delle Ferrovie Kintetsu a 6 casse (la lunghezza delle carrozze è differente per i due operatori).
Presso la stazione fermano, oltre ai locali, anche i treni Espressi ed Espressi limitati sezionali, e anche i Rapidi Espressi durante il weekend.
| 1 | ■ Linea principale Hanshin | per Amagasaki, Umeda, Ōsaka Namba e Kintetsu Nara |
| 2 | ■ Linea principale Hanshin | per Kobe-Sannomiya, Akashi e Himeji               |

### Stazioni adiacenti
| «                        | Servizio                                         | »                        |
| Linea principale Hanshin | Linea principale Hanshin                         | Linea principale Hanshin |
| ------------------------ | ------------------------------------------------ | ------------------------ |
| Kusugawa                 | Locale                                           | Nishinomiya              |
| Kōshien                  | Espresso Rapido1 Espresso                        | Nishinomiya              |
| Kōshien                  | Esp. Lim. sezionale2 Espresso                    | ← Kōroen                 |
| Transito                 | Esp. Limitato Esp. Lim. diretto Espresso Rapido3 | Transito                 |

- 1: Solo durante il weekend
- 2: Solo in direzione Umeda
- 3: Durante i giorni feriali

## Stazione Hankyū

### Struttura
Anche la linea Hankyū Imazu è una fermata su viadotto, con due binari passanti e una banchina a isola. Il fabbricato viaggiatori si trova sotto i binari, con l'ingresso al piano terra e un mezzanino con tornelli automatici al primo piano, collegato con quello della linea Hanshin da un corridoio con alcuni esercizi commerciali. Essendo il capolinea della ferrovia, tutti i treni terminano qui, al binario 2 per poi effettuare inversione e ripartire generalmente dal binario 1.
| 1-2 | ■ Linea Imazu | per Nishinomiya-Kitaguchi, Hanshin-Kokudō, Umeda e Takarazuka |

### Stazioni adiacenti
| «           | Servizio    | »              |
| Linea Imazu | Linea Imazu | Linea Imazu    |
| ----------- | ----------- | -------------- |
| Capolinea   | Locale      | Hanshin-Kokudō |